# Saint-Vincent-Lespinasse
Saint-Vincent-Lespinasse è un comune francese di 235 abitanti situato nel dipartimento del Tarn e Garonna nella regione dell'Occitania.

## Società

### Evoluzione demografica
Abitanti censiti